# Miletino
Miletino (macedónul: Милетино, albánul Miletina) település Észak-Macedóniában, a Pologi körzet Brvenicai járásában.

## Népesség
| Lakosok száma | 1310 | 1397 | 1498 | 1609 | 1820 | 664  | 1786 | 1986 | 1674 |
|               | 1948 | 1953 | 1961 | 1971 | 1981 | 1991 | 1994 | 2002 | 2021 |

2002-ben 1 986 lakosa volt, akik közül 1 336 albán, 642 macedón, 2 szerb és 6 egyéb.